# Eilema infuscata
Eilema infuscata là một loài bướm đêm thuộc phân họ Arctiinae, họ Erebidae.